# Masamitsu Kanemoto
Masamitsu Kanemoto (兼本 正光 Kanemoto Masamitsu?,  nacido el 17 de octubre de 1962 en Hyogo) es un exfutbolista japonés. Jugaba de guardameta y su último club fue el Fagiano Okayama de Japón.

## Trayectoria

### Clubes
| Club            | País  | Año         |
| --------------- | ----- | ----------- |
| Vissel Kobe     | Japón | 1981 - 1998 |
| Fagiano Okayama | Japón | 1999 - 2004 |